# Домодедовская улица (Санкт-Петербург)
Домоде́довская улица — улица в Московском районе Санкт-Петербурга на территории Авиагородка.
Протяжённость улицы — 660 метров. Получила название в 2002 году.

## География
Соединяет Штурманскую улицу с площадью аэропорта Пулково-2. Проходит западнее Стартовой улицы.

## Здания и сооружения
- Бизнес-центр
- Промзоны

## Транспорт
Движение общественного транспорта по улице отсутствует. 
- Ближайшая остановка общественного транспорта располагается на улице Пилотов (автобусы № 13, 13А).
- Ж/д платформа «Аэропорт» (450 м)

## Пересечения
С севера на юг (по нумерации домов):
- Штурманская улица
- Толмачёвская улица
- улица Пилотов
- Площадь аэропорта «Пулково-2»